# Under Siege (videojoc)
Under Siege (Taht-al-hissar تحت الحصار) és una seqüela del videojoc Under Ash dissenyat per Radwan Kasmiya. Com Under Ash, és un videojoc de tir en primera persona, amb l'opció de jugar el joc com un joc de tir en tercera persona. El joc tracta sobre la història moderna de Palestina i se centra en la vida de 5 membres d'una família, durant la Segona Intifada 1999-2002. El jugador dispara als soldats de les Forces de Defensa d'Israel durant la major part del joc. Disparar o ferir als civils, fa que s'acabe el joc.
El joc fou descrit com docugame, puix tots els fets estan documentats en esdeveniments trobats als registres de les Nacions Unides (1978-2004).
- Ahmad, un home jove que creu en el poder de les armes per resoldre els problemes de la gent.
- Khaled, un ex-lluitador per la llibertat que coopera amb la Intel·ligència Israelí perquè no veu altra forma d'ajudar perquè s'acabe el conflicte.
- Mary, la dona de Khaled i germana d'Ahmed, que pretén simbolitzar la difícil situació de les dones palestines.
- Mann, un xic de tretze anys, la seua escola està tancada amb freqüència a causa de les ordres de l'ocupació.
- Abu Himam, un vell veterà que recorda als seus companys de la importància de la lluita nacional palestina.

El joc fou llançat en tres versions:
- UnderSiege "path to freedom" 2006 en àrab només.
- UnderSiege "remnant of human" 2007 en àrab només.
- UnderSiege Golden Edition 2008, en àrab i en anglès.